# 히가시마시즈촌
히가시마시즈촌(일본어: 東益津村)은 일본 시즈오카현의 중부, 마시즈군・시다군에 속했던 촌이다. 
야이즈시 중 세토가와, 아사히카와강 이북을 차지한다. 

## 역사
- 1889년 4월 1일 - 정촌제 시행에 의해 마시즈군 히가시마시즈촌이 성립하였다.
- 1896년 4월 1일 - 군 개편에 의해 시다군으로 변경되었다.
- 1955년 1월 1일 - 야이즈시에 편입해, 동일 히가시마시즈촌은 폐지되었다.

## 교통

### 철도
일본국유철도 (현 도카이 여객철도 ) 도카이도 본선이 촌 지역을 통과하고 있지만 역은 존재하지 않았다. 

### 도로
- 국도 제150호선

## 참고 문헌
- 角川日本地名大辞典編纂委員会,『角川日本地名大辞典 22 静岡県』, 角川書店, 1978年, ISBN 4040012208